# Marisora
Marisora — рід сцинкоподібних ящірок родини сцинкових (Scincidae). Представники цього роду мешкають в Мексиці, Центральній і Південній Америці та на Карибах.

## Види
Рід Marisora нараховує 13 видів:
- Marisora alliacea (Cope, 1875)
- Marisora aquilonaria McCranie, Matthews, & Hedges, 2020
- Marisora aurulae Hedges & Conn, 2012
- Marisora berengerae (Miralles, 2006)
- Marisora brachypoda (Taylor, 1956)
- Marisora falconensis (Mijares-Urrutia & Arends, 1997)
- Marisora lineola McCranie, Matthews, & Hedges, 2020
- Marisora magnacornae Hedges & Conn, 2012
- Marisora pergravis (Barbour, 1921)
- Marisora roatanae Hedges & Conn, 2012
- Marisora syntoma McCranie, Matthews, & Hedges, 2020
- Marisora unimarginata (Cope, 1862)
- Marisora urtica McCranie, Matthews, & Hedges, 2020

## Етимологія
Наукова назва роду Marisora походить від сполучення слів лат. mare — море і ora — узбережжя, берег.